# Kostelec u Holešova
Kostelec u Holešova – gmina w Czechach, w powiecie Kromieryż, w kraju zlińskim. Według danych z dnia 1 stycznia 2012 liczyła 987 mieszkańców.
Dzieli się na dwie części:
- Kostelec u Holešova
- Karlovice